# Carex hieronymi
Carex hieronymi är en halvgräsart som beskrevs av Johann Otto Boeckeler. Carex hieronymi ingår i släktet starrar, och familjen halvgräs. Inga underarter finns listade i Catalogue of Life.